# Utena la fillette révolutionnaire - The Movie: Apocalisse adolescenziale
Utena la fillette révolutionnaire - The Movie: Apocalisse adolescenziale (少女革命ウテナ アドゥレセンス黙示録?, Shōjo kakumei Utena: Adolescence Mokushiroku) è un film anime del 1999 diretto da Kunihiko Ikuhara, facente parte del progetto multimediale Utena la fillette révolutionnaire di Chiho Saitō e Be-Papas.
Uscito nelle sale cinematografiche nipponiche il 14 agosto 1999, in Italia il film è stato pubblicato direttamente in DVD da Dynit, dopo essere stato presentato il 28 ottobre 2000 al Lucca Comics e il 17 gennaio 2002 al Future Film Festival.

## Trama

Copertina del DVD dell'edizione italiana

Appena arrivata al misterioso istituto scolastico Ōtori, in cui le pareti sono in continuo movimento, Utena Tenjō viene confusa da tutti per un ragazzo. La ragazza ben presto si troverà coinvolta in una serie di duelli per l'ottenimento della "Sposa della Rosa", Anthy Himemiya, e soprattutto del potere che essa possiede. Contemporaneamente Utena si rincontra con Tōga Kiryū, suo ex fidanzato.

## Colonna sonora
Sigla di chiusura
- Toki ni ai wa (時に愛は?), di Masami Okui

## Produzione
L'idea del film è venuta al regista Kunihiko Ikuhara quando l'ultimo episodio della serie televisiva è stato trasmesso in Giappone. L'idea era quella di raccontare nuovamente l'universo di Utena in una maniera completamente differente rispetto alla storia vista nell'anime e nel manga. Benché si tratti di una narrazione degli eventi alternativa, viene fatto riferimento ad eventi presenti nell'adattamento televisivo, al punto che alcune situazioni diventano del tutto incomprensibili a chi non ha seguito l'anime televisivo.
Altre differenze sostanziali con le altre produzione è l'assenza di Nanami, salvo un breve cameo, sotto forma di mucca (il plot di un episodio della serie televisiva), ed il fatto che Akio è morto tempo prima dell'inizio del film. Nel film è inoltre molto più evidente la tensione erotica fra Utena ed Anthy, facendo intendere che le due arrivino addirittura ad avere rapporti sessuali. Nel surreale finale del film Utena si trasforma letteralmente in una automobile (così come avviene ad altri personaggi) per permettere a se stessa e ad Anthy di fuggire dall'istituto.